# خلویشچه (روسیه)
خلویشچه (انگلیسی: Khlevishche) یک شهرک در بخش آلکسیفسکی استان بلگورود کشور روسیه است.